# 述情障礙
述情障礙（英文：Alexithymia）是一種亞臨床的人格特質，特點是無法感知其他人的情緒。述情障礙的核心特質是在情緒覺察及人際互動上顯著的失能，有述情障礙的人很難分辨及理解其他人的情緒，因此會缺少同理心，也無法回應其他人的情緒。述情障礙的人約佔總人口的10%，在一些精神相關的疾病中，也會出現這類的症狀。其中，自闭症人群中有约65%-85%的比例患有述情障碍。

## 分類
述情障礙目前視為是一種人格特質，有此特質的人得到其他心理疾病的風險較高，若在針對其他病症接受治療時，也會降低對治療有所反應的可能性。精神疾病診斷與統計手冊第四版（DSM-IV）未將述情障礙視為是精神疾病。述情障礙是維度性的人格特質，每個人的程度或多或少，不盡相同。述情障礙的程度可以用一些量表來評定，例如多倫多述情障礙量表（TAS-20）、Bermond-Vorst述情障礙問卷（Bermond-Vorst Alexithymia Questionnaire、BVAQ）、線上述情障礙問卷（Online Alexithymia Questionnaire、OAQ-G2）及觀察者述情障礙量表（Observer Alexithymia Scale、OAS）。述情障礙和反社会人格障碍及边缘性人格障碍不同，彼此有一些共通的特徵，但述情障礙沒有心理病态或精神病態（psychopathy）的異常情形。
述情障礙的定義如下
1. 難以識別情緒，也很難分辨情緒及情緒引起的喜怒哀樂
2. 很難描述其他人的情緒

已有研究指出述情障礙的人不到總人口的10%，有一個研究認為男性述情障礙的盛行率比女性要高，這可是因為男性不容易「描述情緒」所造成的，男性和女性「識別情緒」的能力大致相同，因此不是男性不容易「識別情緒」造成的問題。 
心理學家R. Michael Bagby及精神醫學家Graeme J. Taylor認為述情障礙和心理察覺能力及情緒智能的概念有高度的負相關，而且「有強烈的實驗證據證實述情障礙是穩定的人格特質，不只是某種心理疾病的結果。」

## 註解
1. ↑  Sifneos, P.E. . Psychotherapy and Psychosomatics. 1973, 22 (2-6): 255–262  [2022-05-06]. ISSN 1423-0348. PMID 4770536. doi:10.1159/000286529. （原始内容存档于2020-05-12） （英语）.
2. 1 2  Hogeveen, Jeremy; Grafman, Jordan. . Heilman, Kenneth M.  (编). . Disorders of Emotion in Neurologic Disease 183. Elsevier. 2021-01-01: 47–62 （英语）.
3. ↑  FeldmanHall, Oriel; Dalgleish, Tim; Mobbs, Dean. . Cortex. 2013-03, 49 (3): 899–904  [2022-05-06]. PMID 23245426. doi:10.1016/j.cortex.2012.10.015. （原始内容存档于2022-03-07） （英语）.
4. ↑  Lumley, Mark A. . Journal of Psychosomatic Research. 2000-06, 48 (6): 603–604  [2022-05-06]. doi:10.1016/S0022-3999(00)00083-0. （原始内容存档于2018-06-26） （英语）.
5. ↑  Vaiouli, Potheini; Panayiotou, Georgia. . Frontiers in Neuroscience. 2021, 15. ISSN 1662-453X. doi:10.3389/fnins.2021.733775/full.
6. 1 2  Haviland, Mark G.; Louise Warren, W.; Riggs, Matt L. . Psychosomatics. 2000-09, 41 (5): 385–392  [2022-05-06]. PMID 11015624. doi:10.1176/appi.psy.41.5.385. （原始内容存档于2022-05-03） （英语）.
7. ↑  Bagby, R.Michael; Parker, James D.A.; Taylor, Graeme J. . Journal of Psychosomatic Research. 1994-01, 38 (1): 23–32  [2022-05-06]. PMID 8126686. doi:10.1016/0022-3999(94)90005-1. （原始内容存档于2022-06-20） （英语）.
8. ↑  Vorst HC, Bermond B. . Personality and Individual Differences. 2001, 30 (3): 413–434. doi:10.1016/S0191-8869(00)00033-7.
9. ↑  Paula Pérez, Isabel; Martos Pérez, Juan; Llorente Comí, María. . Revista de Neurología. 2010, 50 (S03): 85  [2022-05-06]. ISSN 0210-0010. doi:10.33588/rn.50S03.2009770. （原始内容存档于2021-07-28） （西班牙语）.
10. ↑  Taylor (1997), p. 29
11. ↑  Fukunishi, Isao. . Psychological Reports. 1999, 85 (5): 67. ISSN 0033-2941. PMID 10575975. doi:10.2466/PR0.85.5.67-77 （英语）.
12. ↑  Salminen, Jouko K.; Saarijärvi, Simo; Äärelä, Erkki; Toikka, Tuula; Kauhanen, Jussi. . Journal of Psychosomatic Research. 1999-01, 46 (1): 75–82  [2022-05-06]. PMID 10088984. doi:10.1016/S0022-3999(98)00053-1. （原始内容存档于2022-06-23） （英语）.
13. ↑  Taylor & Taylor (1997), pp. 77–104
14. ↑  Taylor (1997), p. 38
15. ↑  Parker, James D.A; Taylor, Graeme J; Bagby, R.Michael. . Personality and Individual Differences. 2001-01, 30 (1): 107–115  [2022-05-06]. doi:10.1016/S0191-8869(00)00014-3. （原始内容存档于2022-06-17） （英语）.
16. ↑  Taylor (1997), p. 37